# Xanthoparmelia tortula
Xanthoparmelia tortula är en lavart som först beskrevs av Kurok., och fick sitt nu gällande namn av Elix. Xanthoparmelia tortula ingår i släktet Xanthoparmelia och familjen Parmeliaceae.   Inga underarter finns listade i Catalogue of Life.